# Richard Borrmeister

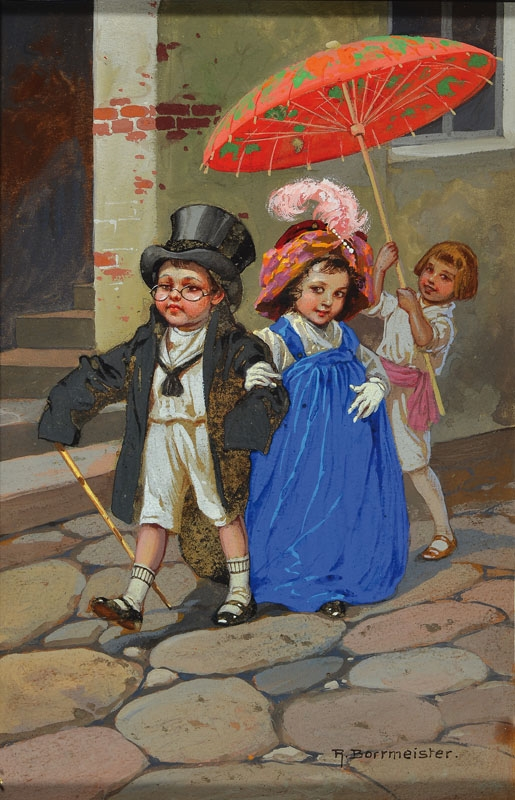
Verkleidete Kinder

Richard Borrmeister (* 18. Juni 1876 in Gevelsberg; † 24. August 1938 in Nürnberg) war ein deutscher Genre- und Silhouettenmaler.
Über seine künstlerische Ausbildung gibt es keine Angaben. Borrmeister war zunächst in Berlin, ab 1923 in Nürnberg tätig.
Als Vater von vierzehn Kindern musste er jeden gewinnbringenden Auftrag annehmen. Er schuf süßliche Postkartenbilder, Werbeplakate, nur selten malte er prestigeträchtige Staffelbilder im akademischen Stil.
Für den Berliner Hermann-Wolff-Verlag schuf er neben den Postkartenbildern auch Schattenrisse im Stil der damals populären Scherenschnitte. Er verfasste auch zwei illustrierte Kinderbücher.

## Werke
- Zirkus „Hopsti-Popsti“ : Pestalozzi-Verlag : Fürth in Bayern : [1939]
- Auf dem Lande : Hegel & Schade : Leipzig : [1929]